# ديفيد ليولين
ديفيد ليولين (بالإنجليزية: David Llewellin) مواليد 3 مايو 1960، هو سائق راليات ويلزي بدأ مسيرته في سنة 1984. كان أول رالي له هو رالي ويلز 1984. شارك في بطولة العالم للراليات.

## فرق مثلها
- أودي
- تويوتا
- نيسان موتورز
- فوكسهول موتورز